# エルンスト・クラメル
エルンスト・フリードリヒ・クラメル（エルンスト・F・クラマー 、エルンスト・F・クレーマー、Ernst F. Cramer、Ernst Friedrich Cramer、1898年 - 1980年）は、20世紀のスイスを代表する
ランドスケープアーキテクト、庭作家でスイス園芸展覧会
 (チューリッヒ・ガーデン展「G59」) （スイス・チューリッヒ、1959年） 
に出展したミニマリズムスタイルのガルテンデ・ポエテン（詩人の庭）は、当時に会って展示の中で最も物議を醸すオブジェクトとして語られる。
クラメルは土の塚と水、鉄の彫刻を用いて近代抽象的な風景デザインを行い、よりアーティスティックに仕上げられていた。施設全体が抽象的な幾何学的な原則に関して構築されていて、スイス国民はこうしたデザインによって混乱していたのに対し、専門家には好評であった。
古風に見える芝生ピラミッドは、20世紀庭園のアーキテクチャとしてErdkegelnアーキテクチャ設計プールやリーンのモダンな彫刻とともにベルンハルトLuginbuhlに国際式での最初の作品の一つとして認識されている。
近代庭園のアーキテクチャ分野として、1964年に新ニューヨークモダンアート美術館でこの作品に敬意を払って紹介されている。この時期にアメリカの前にランドアート、ランドスケープ・アーキテクチャとの視覚との間の境界に、疑問を呈した作品のひとつとなる。 
そのとき構築した芝の三角ピラミッドは、2003年から、ライプニッツ大学ハノーファー校で3つの大型草ピラミッドの庭の部分を一部再現された。
その他の代表作は以下の通り。
- フォーゲル-スルザー（素朴な庭園様式、スイス・チューリッヒ、Itschnach、1933年）
- ガーデン・Gohner（素朴な庭園様式、スイス・ティチーノ州モルコーテ、1945-1948年）
- チューリッヒ博覧会（ZUKA）未来志向的な庭園作品を出展（1947年）
- ベルナルダの学校（スイス・ツーク、Menzingen  1955-1959年）
- ベルリン国際建築展のための庭園（ドイツ 1957年）
- メンツィンゲン教員養成大学（1958年）
- シアターガーデン（Theatergarten）IGAインターナショナルガーデン展出展作品（ドイツ・ハンブルク 、1963年）
- スルザー・オフィスビル公共空地（スイス・チューリヒ、ヴィンタートゥール、 1964-1966年）
- カーサ・Ebelin・ブツェリウスの庭（リチャード・ノイトラと、スイス・ティチーノ州リオーネ、1965年）
- ハウス・Rentschの庭（リチャード・ノイトラと、スイス・ベルン、ヴェンゲン、1965年）
- ブルーダーホルツ病院のオープンスペースのデザイン（スイス・バーゼル近郊、1968-1972年）
- アーラウ・シティープレイス（1969年）
- イタリア・ラフタ峠軍墓地（1969年、ディーター・オエスターレンとウォルター・ロッソウらと）
- 中央郵便局管理棟公共空間デザイン（リヒテンシュタイン・ファドゥーツ 1972-1978年）
- ヴィンタートゥール・パイロット（1974年）
- ロシュ・ケミカルインダストリー社のオープンスペース（スイス・Sisseln 1974-1978年）

## 経歴
庭師としての訓練の後、ランドスケープアーキテクトの指導の下チューリッヒに。その後グスタフ・アマンに同行しスイスやドイツとフランスに、1918年から1922年まで滞在。また1923年まではスイスのオエシュベルク（Oeschberg）で園芸学校に在籍。1929年からは、チューリッヒにガーデンデザインのための最初の自身の設計事務所を設立し、一方で庭師のための学校で教え始めた。 
1972年から1980年の間、ローザンヌの庭のアーキテクチャ専門学校のアテナ・エコール・ド・ル・アーキテクチャで教える。
そのころから庭園など千以上のプロジェクト、公園やスイスの広場空間を実現していくが、ドイツとイタリア式の伝統的な庭の設計の時期から、1950年以降に建築ランドスケープアーキテクチャや彫刻分野で開発されたミニマリズム風作風として活動。スイス工作連盟にも参加し、現代美術への熱意とアーキテクチャ同様の関与の後、 第二次世界大戦期に作品のスタイルは印象的な変化へのトリガとなって国内で美的道徳的再編にともない自信は引っ張りだことなった。